# Olga Tass-Lemhényi
Olga Tass-Lemhényi (Pécs, Hungría, 29 de marzo de 1929-10 de julio de 2020) fue una gimnasta artística húngara, campeona olímpica en Melbourne 1956 en el concurso de equipo con aparatos.

## Carrera deportiva
En los JJ. OO. de Londres de 1948, Tass-Lemhényi consiguió la medalla de plata en el concurso por equipos, tras las checoslovacas y delante de las estadounidenses.
En 1952 participó en las Olimpiadas celebradas en Helsinki, consiguiendo plata en el concurso por equipos —tras la Unión Soviética y por delante de Checoslovaquia— y la medalla de bronce en equipo con aparatos, una modalidad parecida a la gimnasia rítmica de la actualidad.
Y cuatro años después en las Olimpiadas de Melbourne 1956 consiguió el oro en equipo con aparatos —por delante de las suecas, soviéticas y polacas, estas dos últimas empatadas en el bronce—, la plata en equipo —tras las soviéticas y por delante de las rumanas— y bronce en salto de potro, tras las soviéticas Larisa Latynina, Tamara Manina y empatada con la sueca Ann-Sofi Pettersson.
Falleció a los noventa y un años  a causa de una enfermedad el 10 de julio de 2020 en el hospital donde estaba ingresada.